# 罗日内农村居民点
罗日内农村居民点（俄语：Рожновское сельское поселение）是俄罗斯联邦布良斯克州克林齐区所属的一个农村居民点。其下辖有17个居民点，行政中心为罗日内。据2015年统计，该农村居民点的人口为1731人。